# Liste der Kulturdenkmäler in Bobenthal
In der Liste der Kulturdenkmäler in Bobenthal sind alle Kulturdenkmäler der rheinland-pfälzischen Ortsgemeinde Bobenthal einschließlich des Ortsteils Sankt Germanshof aufgeführt. Grundlage ist die Denkmalliste des Landes Rheinland-Pfalz (Stand: 14. Dezember 2023).

## Einzeldenkmäler
| Bezeichnung                    | Lage                                                                         | Baujahr                            | Beschreibung | Bild                           |
| ------------------------------ | ---------------------------------------------------------------------------- | ---------------------------------- | --- | ------------------------------ |
| Kreuz                          | Feldstraße, bei Nr. 10 Lage                                                  | 1808                               | Kruzifix, bezeichnet 1808, restauriert 1875 | BW                             |
| Mühle                          | Forststraße 2/3 Lage                                                         | um 1800                            | ehemalige Mühle; Nr. 2 langgestrecktes Wohnhaus, wohl ehemaliges Fachwerk-Quereinhaus, teilweise massiv, um 1800; Nr. 3 kleiner Streckhof, Fachwerk-Wirtschaftsteil, 20. Jahrhundert | Fotos hochladen                |
| Forsthaus Bobenthal            | Forststraße 4 Lage                                                           | 1900                               | malerische Fabrikantenvilla und Verwaltungsgebäude, bezeichnet 1900 | Fotos hochladen                |
| Wohnhaus                       | Hauptstraße 6 Lage                                                           | 18. Jahrhundert                    | Fachwerkhaus, teilweise massiv, 18. Jahrhundert | weitere Bilder Fotos hochladen |
| Wohnhaus                       | Hauptstraße 7 Lage                                                           | 1726                               | Fachwerkhaus, 1726 und 1763 | weitere Bilder Fotos hochladen |
| Wohnhaus                       | Hauptstraße 8 Lage                                                           | 18. Jahrhundert                    | Fachwerkhaus, 18. Jahrhundert | weitere Bilder Fotos hochladen |
| Wohnhaus                       | Hauptstraße 9 Lage                                                           | erste Hälfte des 18. Jahrhunderts  | Fachwerkhaus, teilweise massiv, wohl aus der ersten Hälfte des 18. Jahrhunderts | weitere Bilder Fotos hochladen |
| Wohnhaus                       | Hauptstraße 14 Lage                                                          | 1731                               | stattliches Fachwerkhaus, bezeichnet 1731 | weitere Bilder Fotos hochladen |
| Katholische Kirche St. Michael | Hauptstraße 18 Lage                                                          | 1779                               | kleiner Saalbau, 1779, Westfassade mit Turm von 1879, Architekt Franz Schöberl; mit Ausstattung                                                                                      | weitere Bilder Fotos hochladen |
| Wegekreuz                      | Hauptstraße, vor Nr. 37 Lage                                                 | 1761                               | Schaftkreuz, bezeichnet 1877, Sockel bezeichnet 1761 | BW                             |
| Wohnhaus                       | Kirchstraße 2 Lage                                                           | 1733                               | Fachwerkhaus, bezeichnet 1733 | weitere Bilder Fotos hochladen |
| Wohnhaus                       | Kirchstraße 5 Lage                                                           | 1879                               | eingeschossiges Unterstallhaus über hohem Sockel, bezeichnet 1879 | Fotos hochladen                |
| Brunnen                        | Mühlstraße, Ecke Hauptstraße Lage                                            | zweite Hälfte des 19. Jahrhunderts | Laufbrunnen, gusseisern, zweite Hälfte des 19. Jahrhunderts | Fotos hochladen                |
| Wohnhaus                       | Mühlstraße 3 Lage                                                            | erste Hälfte des 19. Jahrhunderts  | eingeschossiges Fachwerkhaus, erste Hälfte des 19. Jahrhunderts | weitere Bilder Fotos hochladen |
| Mühle                          | Mühlstraße 10 Lage                                                           | 1895                               | ehemalige Mühle; Wohnhaus, bezeichnet 1895, großes unterschlächtiges Mühlrad; bauliche Gesamtanlage                                                                                  | weitere Bilder Fotos hochladen |
| Ritterstein Nr. 17             | nördlich des Ortes im Portzbachtal; Distrikt Hundtälchen Lage                | Anfang des 20. Jahrhunderts        | Sandstein, Inschrift „Fundstelle Biberkopf 1902“ | Fotos hochladen                |
| Schanze                        | nordöstlich des Ortes beim Bobenthaler Knopf; Distrikt Lindenteich Lage      |                                    | Schanze | BW                             |
| Forsthaus Siebenteil           | südlich des Ortes im Alschbächeltal Lage                                     |                                    | Ruine des ehemaligen Forsthauses Siebenteil | BW                             |
| Wegekreuz                      | südlich des Ortes und des Forsthauses Siebenteil; Distrikt Im Siebentel Lage |                                    | Wegekreuz | BW                             |
| Schanze                        | südlich des Ortes auf dem Hasenkopf; Distrikt Alschberg und Hasenkopf Lage   |                                    | Schanze | BW                             |
| Ritterstein Nr. 4              | südöstlich des Ortes an der L 478; Distrikt Heßelschleif Lage                | Anfang des 20. Jahrhunderts        | Naturstein, Inschrift „Eselsschleif“ | Fotos hochladen                |
| Ritterstein Nr. 1              | südöstlich des Ortes an der L 478 bei der Siebenteilbrücke Lage              | Anfang des 20. Jahrhunderts        | Naturstein, Inschrift „Trift-Holzhof 1864–1879“ | Fotos hochladen                |
| Schanze                        | südöstlich des Ortes auf dem Probstberg; Distrikt Heßelschleif Lage          | 1704                               | Schanze, 1704 angelegt | BW                             |
| Ritterstein Nr. 2              | südöstlich des Ortes auf dem Probstberges; Distrikt Heßelschleif Lage        | Anfang des 20. Jahrhunderts        | Naturstein, Inschrift „Schanze 1704“ | Fotos hochladen                |
| Ritterstein Nr. 3              | südöstlich des Ortes am Probstberg; Distrikt Heßelschleif Lage               | Anfang des 20. Jahrhunderts        | Naturstein, Inschrift „Löffelskreuz“ | Fotos hochladen                |
| Sankt Germanshof               | Sankt Germanshof, Nr. 9/10 Lage                                              | nach 1055                          | großer Vierseithof, im Kern mittelalterlich, unter dem Südostflügel romanischer Keller                                                                                               | weitere Bilder Fotos hochladen |